# Les Copains chasseurs de trésor
Série Air Bud
Les Copains et la Légende du chien maudit
(2011) Les Copains super-héros
(2013)
Pour plus de détails, voir Fiche technique et Distribution.
Les Copains chasseurs de trésor ou Les Tobby chasseurs de trésor au Québec (Treasure Buddies) est un film américain réalisé par Robert Vince (en), sorti en 2012.
C'est le sixième film de la série Air Buddies mettant en vedette des chiots golden retrievers.

## Synopsis
Dans les ruines de l’ancienne Égypte, Bouddha, Rosabelle et leurs compagnons explorent de fabuleux tombeaux millénaires. Accompagnés de leurs nouveaux amis Babi le petit singe, Cammy le chamelon ou bien encore du chien Digger - qui appartient à une race locale -, ils s’apprêtent à partir à la découverte du trésor de Chaopâtre que leur grand-père avait cherché en vain quarante ans plus tôt. 

## Fiche technique
- Titre : Les Copains chasseurs de trésor
- Titre québécois : Les Tobby chasseurs de trésor
- Titre original : Treasure Buddies
- Réalisation : Robert Vince
- Scénario : Anna McRoberts et Robert Vince
- Photographie : Kamal Derkaoui
- Montage : Kelly Herron, Jason Pielak
- Musique : Brahm Wenger
- Producteurs : Anna McRoberts et Robert Vince
- Société de production : Walt Disney Studios Home Entertainment, Key Pix Productions et Treasure Buddies Productions
- Pays d'origine :  Canada |  États-Unis
- Genre : Comédie, Film d'aventure
- Durée : 93 minutes (1 h 33)
- Date de sortie : 
  -  États-Unis : 12 avril 2012

## Distribution

### Acteurs
- Richard Riehle (VF : Vincent Grass ; VQ : Jacques Lavallée) : Thomas Howard
- Edward Herrmann (VF : Michel Derville ; VQ : Denis Mercier) : Dr Phillip Wellington
- Mason Cook (VF : Valentin Cherbuy ; VQ : Vassili Schneider) : Peter Howard
- Adam Alexi-Malle (en) (VQ : Patrick Chouinard) : Amir
- Mo Gallini (en) (VF : Omar Yami ; VQ : Frédéric Paquet) : Tarik
- Christopher Maleki (en) (VQ : Louis-Philippe Dandenault) : Seti
- Ranya Jaber (VF : Maryne Bertieaux ; VQ : Ludivine Reding) : Farah
- Anna Primiani : Cléopâtre

### Voix
- Skyler Gisondo (VF : Victor Quilichini ; VQ : Damien Muller) : Bandit (B-Dawg en VO)
- Charles Henry Wyson (VF : Benjamin Douba-Paris ; VQ : Nicolas DePassillé Scott) : Bouddha (Buddha en VO)
- Ty Panitz (VF : Tom Trouffier ; VQ : Charles Sirard-Blouin) : Craspouët (en VF) / Bouboue (en VQ) (Mudbud en VO)
- Tucker Albrizzi (VF : Thomas Chauvel ; VQ : Madani Tall) : Patapouf (Buderball en VO)
- G. Hannelius (VF : Clara Quilichini ; VQ : Gabrielle Thouin) : Rosabelle (Rosebud en VO)
- Maulik Pancholy (VF : Emmanuel Garijo ; VQ : Joël Legendre) : Babi
- Kaitlyn Maher (VF : Alice Orsat ; VQ : Noor Barrere) : Cammy
- Elaine Hendrix (VF : Frédérique Tirmont) : Ubasti
- Bonnie Somerville : Mala
- Ryan Stiles : Slither
- Tim Conway (VQ : Benoît Rousseau) : l'adjoint Renifleur (Sniffer en VO)
- Aidan Gemme (VF : Enzo Ratsito ; VQ : Nicolas Poulin) : Babu

 Source et légende : version française (VF) sur RS Doublage et version québécoise (VQ) sur Doublage Québec

## Autour du film
- Comme dans les films Les Copains dans l'espace et Les copains fêtent Noël, Buddy, Molly et la famille Framm ne font pas partie de la distribution.